# Тресковый кризис в Канаде
Тресковый кризис в Канаде 1992 года — мораторий, объявленный правительством Канады на ловлю трески, которая в течение предыдущих пятисот лет была основным источником работы и питания для жителей восточного побережья страны. Причиной моратория стало резкое сокращение поголовья рыбы, грозившее полным её исчезновением: летом 1992 года её оценочная численность составила 1 % от предыдущей оценки.
Результатом моратория стало крупнейшее в канадской истории закрытие предприятий. Только на Ньюфаундленде работу потеряли тридцать пять тысяч рыбаков и сотрудников рыбозаводов в четырёхстах прибрежных коммунах. В ответ на предупреждения о катастрофических экономических последствиях федеральное правительство запустило программу компенсаций работникам и их социальной адаптации. С тех пор экономика Ньюфаундленда кардинально преобразилась, в ней произошла полная реструктуризация, из провинции эмигрировала значительная часть населения. Положительным результатом кризиса стала экономическая диверсификация провинции, повышение качества образования. Рыболовная промышленность переориентировалась на добычу беспозвоночных, поскольку с уменьшением численности трески, питавшейся ими, повысилась численность снежного краба и северной креветки. В настоящее время[когда?] оборот добычи беспозвоночных вполне сопоставим с оборотом рыбной промышленности до кризиса.